# Pohsangit Lor
Pohsangit Lor is een bestuurslaag in het regentschap Probolinggo van de provincie Oost-Java, Indonesië. Pohsangit Lor telt 3403 inwoners (volkstelling 2010).